# Бріорія Фремонта
Бріорія Фремонта (Bryoria fremontii, англ. Wila) — їстівний лишайник родини пармелієвих (Parmeliaceae) порядку леканоральних (Lecanorales).

## Характеристика
Слань 10-50 (частіше близько 20-30) см завдовжки, бородоподібно звисає з гілок дерев, іноді розпростерта, переважно блискуча, темно-червонувато-коричнева або оливково-коричнева. Гілочки довгі, нерівні по товщині (0,4-1,5 (2) мм в діаметрі, місцями до 4 мм), перекручені, злегка сплюснуті, дихотомічно розгалужені. Від основних гілок зрідка відходять тонкі, короткі, перпендикулярні гілочки. Псевдоціфели слабо розвинені, подовжені до веретеноподібних, білі або блідо-коричневих. Сораї горбкуваті, рівні або трохи ширше гілочок, блідо або яскраво-жовті. Апотеції розвиваються дуже рідко. Розмноження вегетативне, рідше спорами.

## Поширення
Бріорія Фремонта зустрічається у Фінляндії, Скандинавії, Німеччини, Західній Росії, Сибіру, Північній Америці і Монголії.

## Особливості екології та фітоценології
Епіфітний лишайник. Приурочений до помірно зволожених співтовариствах тайгових (соснових) лісів. Віддає перевагу освітленим місцям проживання в старовікових хвойних масивах, де росте на стовбурах і гілках сосни і ялини, рідше берези. Характерний для природних, мало порушених лісів, чутливий до антропогенних впливів.

## Цікаві факти
Не зважаючи на різницю в кольорі та токсичності Bryoria fremontii є одним видом з Bryoria tortuosa. Відмінності між ними лише у кількості одноклітинних дріжджів порядку Cyphobasidiales, що є третім елементом у симбіозі цього лишайника. В токсичному зеленому Bryoria tortuosa знайдено значно більше клітин дріжджів аніж у нетоксичному коричневому Bryoria fremontii.